# Ясюк Валерій Миколайович
Валерій Миколайович Ясюк (нар. 21 березня 1964, Рівне) — голова правління ПАТ «Укртрансгаз» з 5 березня 2014 року. Відсторонений від виконання обов'язків. Пізніше написав заяву про звільнення.

## Освіта
У 1989 році закінчив юридичний факультет КНУ ім. Шевченка за спеціальністю «Правознавство», в 2003 році — Івано-Франківський національний технічний університет нафти і газу за спеціальністю «Економіка підприємства».

## Трудова діяльність
З 1981 по 1982 рік працював укладальником-пакувальником товарного складу відділу постачання.
У 1996–1998 роках — на керівних посадах в компанії «Торговий дім», а в 1998–2000 роках обіймав посаду першого віце-президента «Брінкфорд Конс. (Україна) Лімітед».
Працював: заступником голови правління НАК «Нафтогаз України», заступником Міністра палива та енергетики України, першим заступником голови Ради міністрів Автономної Республіки Крим (2005), генеральним директором ДАТ «Чорноморнафтогаз».